# Arto Koivisto
Arto Ilmari Koivisto  (Isojoki, 7 december 1947) is een Fins langlaufer.

## Carrière
Koivisto won tijdens de Olympische Winterspelen 1976 in het Oostenrijkse Innsbruck de bronzen medaille op de 15 kilometer en de gouden medaille in de estafette. In de wedstrijden over 30 en 50 kilometer behaalde Koivisto twee top tien plaatsen.

## Belangrijkste resultaten

### Olympische Winterspelen
| Editie | Plaats    | Resultaten                               |
| ------ | --------- | ---------------------------------------- |
| 1976   | Innsbruck | 15 km · 8e 30 km · 10e 50 km · estafette |

### Wereldkampioenschappen langlaufen
| Jaar | Plaats    | Resultaten                               |
| ---- | --------- | ---------------------------------------- |
| 1976 | Innsbruck | 15 km · 8e 30 km · 10e 50 km · estafette |